# Lied
Lied (phát âm tiếng Đức: [liːt]; số nhiều Lieder, [ˈliːdɐ]) là một từ tiếng Đức và Hà Lan có nghĩa là "bài hát". Lied là một dạng nhạc phổ từ những bài thơ lãng mạn tiếng Đức.

## Lịch sử
Lied có một lịch sử phát triển lâu dài khác nhau, từ những bài hát rong thế kỷ 12 (Minnesang) thông qua các bài hát dân gian (Volkslieder), các bài thánh ca nhà thờ (Kirchenlieder) cho đến các bài hát cho những công nhân vào thế kỷ 20 (Arbeiterlieder). Sau đó phát triển rộng khắp châu Âu.